# Bahnhof Ikawa
Der Bahnhof Ikawa (jap. 井川駅, Ikawa-eki) ist ein Bahnhof auf der japanischen Insel Honshū, betrieben von der Bahngesellschaft Ōigawa Tetsudō. Er befindet sich im oberen Ōi-Tal in einem dünn besiedelten Teil des Stadtbezirks Aoi-ku von Shizuoka. Auf einer Höhe von 686 m T.P. im Akaishi-Gebirge gelegen, ist er der höchste Bahnhof in der Präfektur Shizuoka.

## Beschreibung
Ikawa ist die nördliche Endstation der Ikawa-Linie. Täglich werden fünf Regionalzüge nach Senzu angeboten, wo auf die Ōigawa-Hauptlinie umgestiegen werden kann. In unmittelbarer Nähe des Bahnhofs befindet sich die 62 m hohe Ikawa-Talsperre. Das Dorf Ikawa liegt etwa zwei Kilometer entfernt am Nordufer des Stausees. Es ist entweder mit einem Bürgerbus oder mit einer Fähre erreichbar.
Die Anlage ist von Südwesten nach Nordosten ausgerichtet. Der an der Südseite beim Empfangsgebäude gelegene Seitenbahnsteig ist aufgrund der eingeschränkten Platzverhältnisse zwischen zwei Tunneln zu kurz für den regulären Personenverkehr. Aus diesem Grund zweigt wenige Meter davor ein zweites Gleis scharf nach links ab und führt zu einem weiteren, nach Norden ausgerichteten Seitenbahnsteig. Das Hauptgleis verläuft noch einige hundert Meter weiter dem Stausee entlang und endet stumpf.

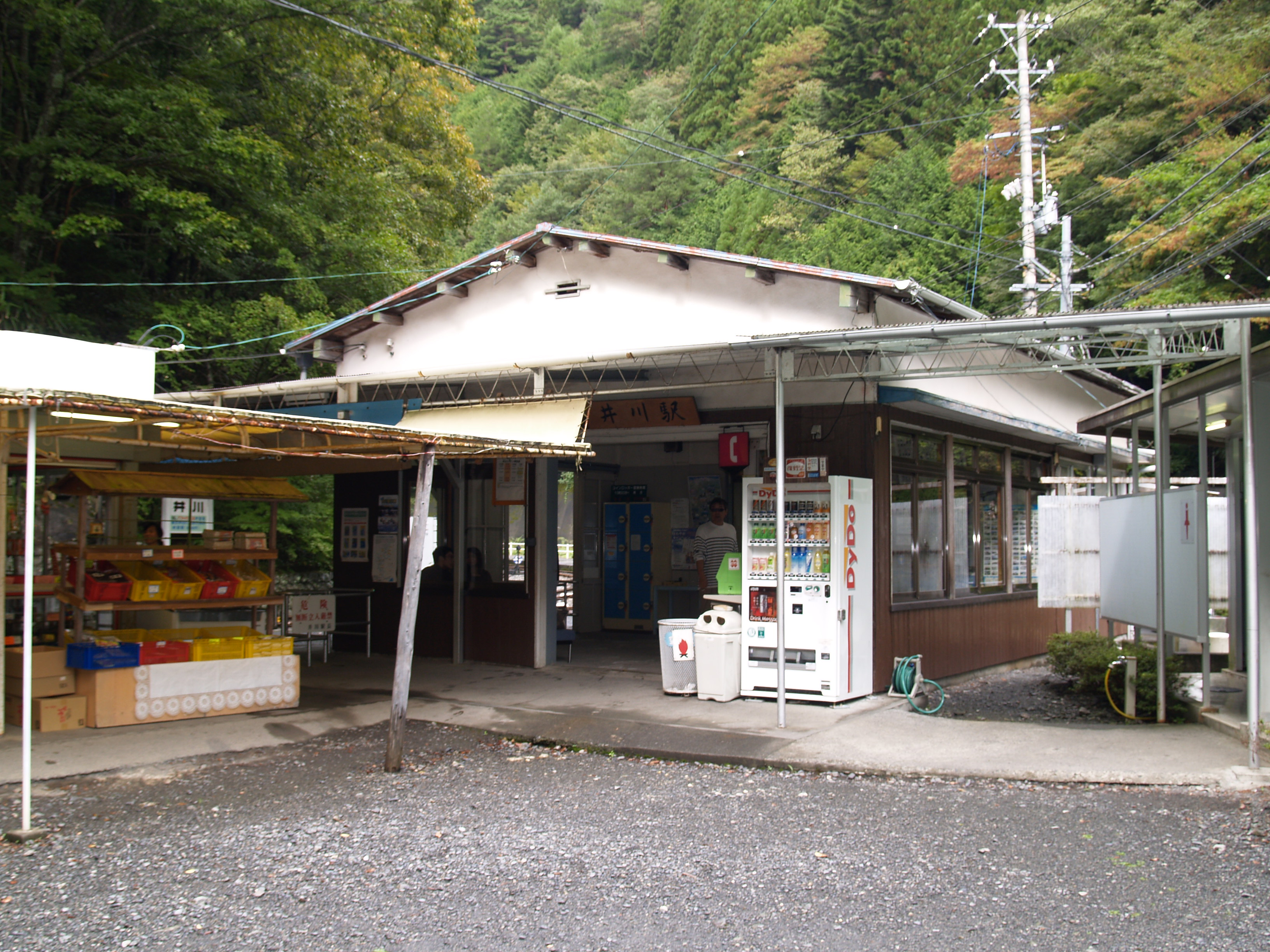
Bahnhofsgebäude (Oktober 2005)

## Geschichte

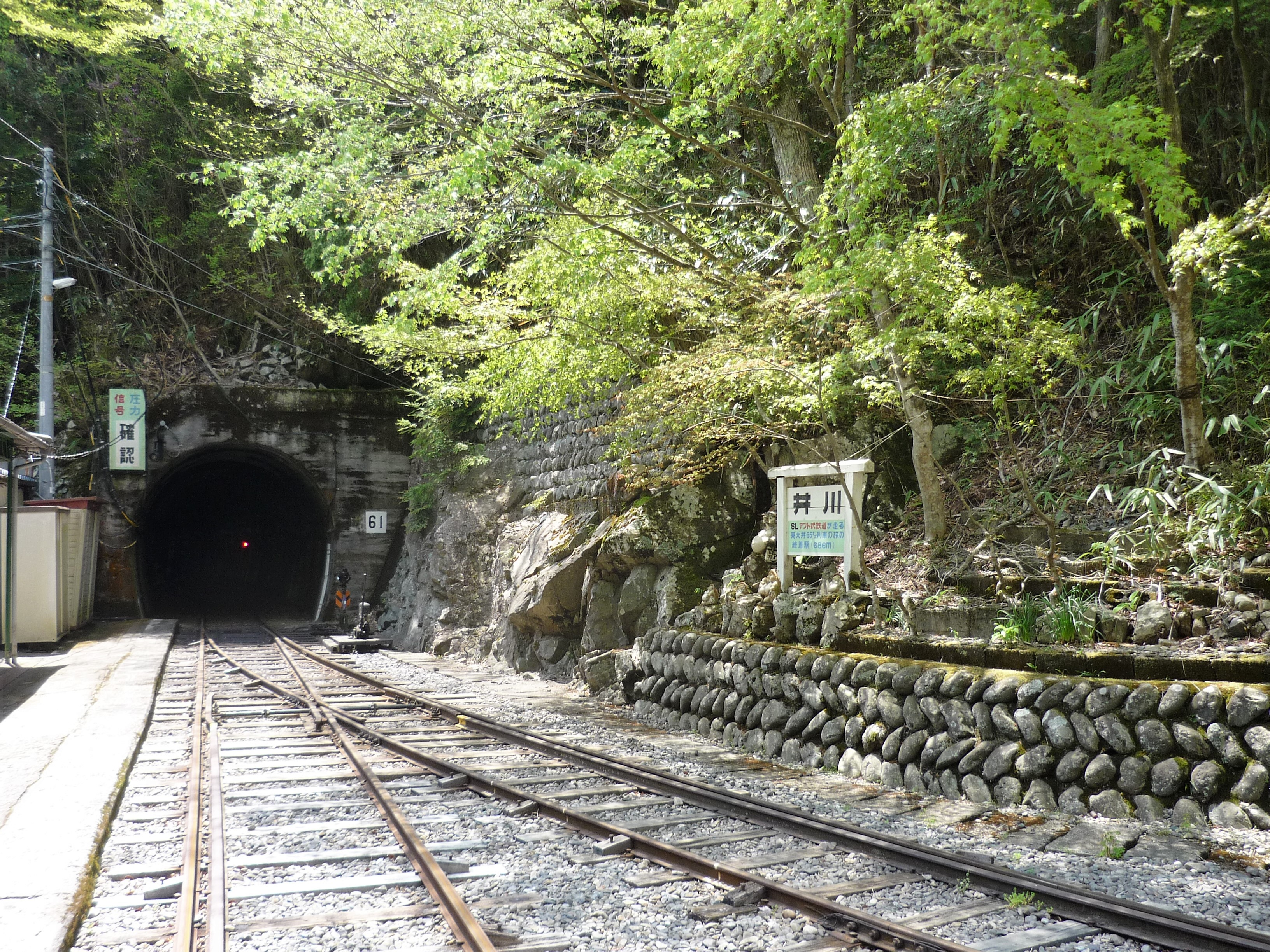
Abzweigung und Tunnelportal

Nachdem ein kurzer Abschnitt der Ikawa-Linie bereits seit 1935 in Betrieb gewesen war, stellte die Elektrizitätsgesellschaft Chūbu Denryoku die Strecke zwei Jahrzehnte später fertig und eröffnete am 1. August 1954 das Teilstück zwischen Sawana und Dōdaira. Die Bahnlinie blieb zunächst weiterhin dem Güterverkehr zu den verschiedenen Kraftwerksbaustellen am Ōi vorbehalten und die Züge fuhren in Ikawa ohne Halt durch.
Am 1. August 1959 übernahm die Ōigawa Tetsudō die Betriebsführung. Sie nahm am selben Tag den Personenverkehr auf und eröffnete zu diesem Zweck mehrere Zwischenstationen, darunter auch Ikawa. Um nach Dōdaira zu gelangen, mussten die Personenzüge in Ikawa üblicherweise zur Weiche zurücksetzen und vom Neben- auf das Hauptgleis wechseln. Seit der Stilllegung des Bahnhofs Dōdaira am 1. April 1971 ist Ikawa die Endstation.